# Nelly Ciobanu
Nelly Ciobanu (nacida el 28 de octubre de 1974 en Moldavia) es una cantante moldava.  Representó a Moldavia en el Festival de la Canción de Eurovisión 2009 con la canción "Hora din Moldova" (Baile de Moldavia), quedando en el puesto 14.

## Trayectoria
Ciobanu, nacida nacida el 28 de octubre de 1974 en Moldavia, cursó sus estudios de música en Tiráspol. Su carrera comienza en 1993 formando con su hermano el dúo Master Dinamit. Menos de un año más tarde, Nelly triunfa en el concurso Morning Star, con solo 19 años, despertando gran expectación de crítica y público. En 1996 confirma su valía con su participación en el certamen Maluri de Prut, donde es galardonada como Mejor interprete joven de pop. Al año siguiente consigue el tercer puesto en el Festival Mamaia 97 en la vecina Rumanía… son los comienzos de una larga lista de éxitos en concursos y festivales: seguirá su participación en el Sea of Friends, el segundo premio en el Festival de Yalta-98 en Ucrania, el Grand Prix, el Discovery y el Vladimir Ivasiuk en 1999, logrando vencer en este último; segundo premio en el Festival Voice of Asia en Kazajistán en 2000, primer premio en el Festival Slavianskij Bazaar en Bielorrusia, tercer premio en los Jocurile Delfice (Rusia, 2002),  de nuevo triunfo en el Primavera de abril (Corea del Norte, 2003), segundo premio en el New Wave en Jurmala, Letonia y primer premio en el concurso Claudia Shulzhenko en 2003… En 2001 recibió el galardón de Artista de honor de la República de Moldavia por su labor en difundir el folklore y la cultura de su país por todo el mundo.
En 2005 quedó segunda en la preselección moldava para Eurovisión con el tema One more time. Canta en 11 idiomas: moldavo, ruso, Inglés, Italiano, e incluso el coreano.El día de Nochebuena de ese año da a luz a su primera hija, Mirella-Christiana, y se retira temporalmente para ejercer su maternidad. No obstante, en ese periodo es juez en el concurso Five stars y a partir de 2007 presenta uno de los programas estrella de la televisión moldava, Vedete la bis. Su regreso en 2009 no puede ser más sonado: vence en la preselección moldava para Eurovisión con un tema de aires étnicos, Jora din Moldova (Baile de Moldavia), escrita por ella y compuesta por Veaceslav Daniliuc. Obtuvo un notable 5º puesto en su semifinal y quedó en 14ª posición con 69 puntos en la final. El 16 de enero de 2012 se anunció que Nelly Ciobanu intentaría representar a Moldavia una vez más, con la canción «Turn on the light». En 2012 presentó de nuevo su candidatura en la preselección moldava con el tema Turn on the lights, pero se retiró poco antes de celebrarse las galas por razones personales.
A lo largo de su carrera Nelly se ha establecido como una de las artistas más renombradas de su país, con cinco discos en su haber, así como colaboraciones con artistas como Mike Bolton o la eurovisiva Patricia Kaas. Ha ganado en Moldavia el premio anual VIP en seis ocasiones. Desde 2013 a 2017 formó parte del grupo Muzicant, cuya principal actividad se daba en fiestas privadas, y detuvo su actividad discográfica limitando la publicación de nuevo material esporádicamente a través de su canal oficial de YouTube. Paralelamente ha participado en numerosas celebraciones de su país, como el 25 aniversario de la celebración del día de la Independencia, y ha realizado conciertos en algunas ciudades. En la Navidad de 2016 fue una de las invitadas de honor del programa especial de Nochevieja de la Televisión Moldava.